# Арден-Аркејд (Калифорнија)
Арден-Аркејд (енгл. Arden-Arcade) насељено је место без административног статуса у америчкој савезној држави Калифорнија.

## Демографија
По попису из 2010. године број становника је 92.186, што је 3.839 (-4,0%) становника мање него 2000. године.
| Група             | 2000.          | 2010.          |
| Белци             | 69.620 (72,5%) | 57.529 (62,4%) |
| Афроамериканци    | 5.779 (6,0%)   | 7.977 (8,7%)   |
| Азијати           | 4.664 (4,9%)   | 5.152 (5,6%)   |
| Хиспаноамериканци | 11.501 (12,0%) | 17.147 (18,6%) |
| Укупно            | 96.025         | 92.186         |